# La Clé USB (roman)
Pour les articles homonymes, voir Clé USB.
La Clé USB est un roman de Jean-Philippe Toussaint paru le 5 septembre 2019 aux Éditions de Minuit.

## Historique du roman
Premier vrai roman de son auteur après les quatre volumes du « cycle de Marie » – Made in China paru en 2017 étant un récit prolongeant la tétralogie MMMM – dont l'écriture et la publication se sont étendues entre 2000 et 2017, La Clé USB constitue l'un des romans les plus attendus par la critique lors de la rentrée littéraire de septembre 2019,.
Le roman est sélectionné en juillet 2019, avec neuf autres ouvrages, pour le prix littéraire du Monde.

## Réception critique
Les critiques de ce roman sont, par exemple :
Patrick Kéchichian (La Croix)l'auteur à travers une intrigue « scrupuleu[se], documenté[e], réaliste, » présentant des lobbyistes travaillant aux intérêts d'une entreprise chinoise qui œuvre pour l'adoption et le financement par la Commission européenne du minage de cryptomonnaies et de blockchains « décrit un monde que la technique domine et soumet » dans un « enchaînement de péripéties, comme toujours chez Jean-Philippe Toussaint, d'une extrême précision ».
Sylvie Tanette (Les Inrocks)considère que « sous couvert de roman noir, l'écrivain belge se sert des maux de notre époque pour nourrir une belle réflexion sur la modernité et sur le temps » finissant dans la dernière partie du roman « par une belle réflexion sur la relation d'un fils à son père ».
Ce sentiment est partagé par Philippe Lançon dans Libération, pour qui ce roman possède « une couleur profonde, inédite et jamais nommée : celle du chagrin » liée à la disparition d'un père, en l'occurrence ici celle d'Yvon Toussaint (1933-2013) – journaliste au Soir et auteur de romans policiers –, qui fut celui de Jean-Philippe Toussaint.

## Éditions
- Les Éditions de Minuit, 2019  (ISBN 9782707345592)[7].